# A hírnök (film)
A hírnök (eredeti cím: The Messengers) 2007-es amerikai–kanadai természetfeletti horrorfilm, melyet a Pang testvérek rendeztek, Sam Raimi produceri közreműködésével. A főbb szerepekben Kristen Stewart, John Corbett, William B. Davis, Dylan McDermott és Penelope Ann Miller látható. 
Az Amerikai Egyesült Államokban 2007. február 2-án mutatták be. Folytatása 2009-ben jelent meg A hírnök 2. – A vég kezdete címmel.

## Cselekmény
|  | Alább a cselekmény részletei következnek! |

A film nyitójelenete egy megrémült anyával és annak fiával kezdődik. Ahogyan az anya éppen a bőröndöt pakolja össze, hallják, hogy valami jön az ajtó felé, ezért az anyuka a fiát sietve elrejti az ágya alá. Az ajtó kinyílik, és egy láthatatlan erő hozzávágja az anyát a falhoz, ezzel megölve őt. A fiú előbújik az ágy alól és befut a testvére szobájába. Ezt követően a mosogató alá rejtőzködik el, miután a nővérét is elkapják és erőszakosan pincébe vonszolják. A támadó végül az elrejtőzött fiút is megtalálja.
Öt évvel később, egy észak-dakotai kisváros közelében a Chicagóból érkező Salamon család beköltözik ugyanabba a házba, ahol a gyilkosság is történt. Az apa, Roy (Dylan McDermott) reménykedik, hogy végre elkezdhet gazdálkodni a napraforgókból. Tizenéves lánya, Jessica (Kristen Stewart) fel van háborodva, mert elszakadt a barátaitól. Néhány évvel korábban Jess kistestvérével, Bennel részegen összeütközött egy másik autóval, a balesetben Ben súlyosan megsérült. Fel tudott épülni a kómából, de többé nem szólalt meg. Jess hibája miatt a családja szemében nagyon elvágta magát, így az édesapja és az édesanyja, Denise (Penelope Ann Miller) nehezen bízik benne, ráadásul letörtek, mivel Ben kezelései az összes pénzüket felemésztette. Roy úgy gondolja, hogy a költözés sokat segít majd a család gyógyulásában, ám hamarosan baljós események történnek. A ház körül folyton varjak röpködnek. Néhány megtámadja Royt; de egy John Burwell (John Corbett) nevű vándor elhessegeti a puskájával, így Roy köszönetképpen a farmon munkát ajánl neki. Ben elkezdi látni az anya és a gyerekek szellemét, bár úgy tűnik, hogy nem fél tőlük. Jess is tisztában van a jelenlétükkel, de képtelen látni őket, amíg meg nem próbálják lehúzni őt a pince legmélyére. Azonnal tárcsázza a 911-et, miután a nővér szelleme megtámadta. A rendőrség téves riasztásnak minősíti az esetet, mivel semmi gyanúsat nem találtak. Roy és Denise szintén nem hisznek a lánynak, és ez tovább növeli a feszültséget közte és a szülők között. Ben az egyetlen szemtanúja Jess megtámadásának; de mivel a kisgyerek még mindig néma, nem tudja megerősíteni a történteket. Egyedüli támogatója Bobby (Dustin Milligan), a városbéli fiú, akivel Jess hamar összebarátkozott.
Jess és Ben egyre sűrűbben találkozik a kísértetekkel. Mivel a szülei nem hisznek neki, a lány elhatározza, hogy bizonyítja a történteket. Bobby segít neki, megkéri hogy szálljon be a teherautóba. Többet tud meg a Rollins családról, a ház korábbi tulajdonosairól. A helyiek szerint Rollinsék a házban éltek, de hirtelen elköltöztek öt évvel ezelőtt. A lány úgy véli, hogy nem mentek el, hanem valami rettenetes történt velük. Miközben a helyi boltban Jess meglátja a családot az egyik régi újságcikkben, kiderül az apáról, hogy nem más, mint John Burwell, aki mindig kedves volt hozzájuk: Burwell valójában John Rollins, az a férfi, aki agresszivitásában meggyilkolta egész családját a film kezdetén. A megdöbbent Jess visszatér a házba Bobbyval, hogy figyelmeztesse a családját, mielőtt túl késő lenne.
Az otthonukban Denise észreveszi, hogy az anya kísértete kijön a fal elpenészesedett részéből, amelyet már sokszor próbált eltávolítani, sikertelenül. Szembesülve a ténnyel, hogy Jessnek igaza volt, elhatározza, hogy elhagyja a házat. Johnt rosszindulatúan megtámadják a varjak, elméje megbomlik. Úgy véli, hogy Denise az első felesége, Mary, aki ugyanolyan módon próbálja elhagyni őt, mint a tényleges Mary 5 évvel korábbról. Megtámadja Denise-t, aki Bent a karjába véve elrejtőzik a pincébe. Bobby és Jess megérkeznek, de John kiüti Bobbyt a vasvillájával. Jess lefut a pincébe, ahol megtalálja Denise-t és Bent. Denise bocsánatot kér Jesstől, amiért nem hitt neki, és elmondja, hogy ő is látta az egyik szellemet. John rájuk néz, hiszen Jess a „lánya”, Lindsay, Ben pedig a „fia”, Michael. Roy megérkezik, de John leszúrja őt lesből. Amikor John elkapja Jesst, a férfi még mindig azt hiszi, hogy ő Lindsay, és a családja még mindig él; ám a meggyilkolt család szellemei előbukkannak a sárból. Jess kikerüli a férfi vasvillás támadását, és Johnt az iszapba löki, mondván, hogy ez a család nem az övé. Ekkor a szellemek bosszút állnak halálukért. Jess,abban a hiszemben, hogy már biztonságban van, a családjára kezd figyelni, de John keze hirtelen kinyúl az iszapból, és megragadja a lábát, próbálva lehúzni őt magával. Azonban Jess szülei összefognak, és sikerül megmenteni a lányukat, majd Johnt örökre elnyeli a sár.
Nem sokkal a támadás után megérkeznek a mentősök és Drew tiszt, majd köszönetet mondanak Bobbynak, hogy segített. Ahogy Royt beteszik a mentőautóba, ő is bocsánatot kér Jesstől. Végül a dolgok visszatérnek a normális kerékvágásba. A varjak már nem támadnak, a szellemek nem jelennek meg, Ben pedig újra beszél. A család ismét boldog.
|  | Itt a vége a cselekmény részletezésének! |

## Szereplők
| Szerep                      | Színész             | Magyar hang      |
| --------------------------- | ------------------- | ---------------- |
| Jessica „Jess” Solomon      | Kristen Stewart     | Czető Zsanett    |
| Roy Solomon                 | Dylan McDermott     | Holl Nándor      |
| Denise Solomon              | Penelope Ann Miller | Spilák Klára     |
| John Burwell / John Rollins | John Corbett        | Varga Rókus      |
| Bobby                       | Dustin Milligan     | Czető Roland     |
| Ben Solomon                 | Theodore Turner     | Kilényi Márk     |
| Colby Price                 | William B. Davis    | Cs. Németh Lajos |